# (25227) Genehill
(25227) Genehill est un astéroïde de la ceinture principale.

## Description
(25227) Genehill est un astéroïde de la ceinture principale. Il fut découvert le 10 octobre 1998 à la station Anderson Mesa par le programme de relevé astronomique LONEOS. Il présente une orbite caractérisée par un demi-grand axe de 2,54 UA, une excentricité de 0,14 et une inclinaison de 1,8° par rapport à l'écliptique.